# 6 Horas de Spa-Francorchamps 2017
Las 6 Horas de Spa-Francorchamps 2017, formalmente conocido como el WEC 6 Heures de Spa-Francorchamps, fue un evento de carreras de deportes de resistencia celebrado en el Circuito de Spa-Francorchamps, Spa, Bélgica, del 4 al 6 de mayo de 2017. Spa- Francorchamps fue la segunda carrera de la Temporada 2017 del Campeonato Mundial de Resistencia.

## Clasificación
Los ganadores de las poles en cada clase están marcados en negrita.
| Pos | Clase     | Equipo                           | Tiempo   | Brecha  | Grilla |
| --- | --------- | -------------------------------- | -------- | ------- | ------ |
| 1   | LMP1      | No. 1 Porsche LMP Team           | 1:54.097 | —       | 1      |
| 2   | LMP1      | No. 7 Toyota Gazoo Racing        | 1:54.693 | +0.596  | 2      |
| 3   | LMP1      | No. 9 Toyota Gazoo Racing        | 1:54.701 | +0.604  | 3      |
| 4   | LMP1      | No. 8 Toyota Gazoo Racing        | 1:54.907 | +0.810  | 4      |
| 5   | LMP1      | No. 2 Porsche LMP Team           | 1:55.440 | +1.343  | 5      |
| 6   | LMP2      | No. 26 G-Drive Racing            | 2:02.601 | +8.504  | 6      |
| 7   | LMP2      | No. 36 Signatech Alpine Matmut   | 2:02.624 | +8.527  | 7      |
| 8   | LMP2      | No. 35 Signatech Alpine Matmut   | 2:02.629 | +8.532  | 8      |
| 9   | LMP2      | No. 24 CEFC Manor TRS Racing     | 2:02.632 | +8.535  | 9      |
| 10  | LMP2      | No. 13 Vaillante Rebellion       | 2:03.619 | +9.522  | 10     |
| 11  | LMP1      | No. 4 ByKolles Racing Team       | 2:03.827 | +9.730  | 11     |
| 12  | LMP2      | No. 34 Tockwith Motorsports      | 2:04.176 | +10.079 | 12     |
| 13  | LMP2      | No. 28 TDS Racing                | 2:05.058 | +10.961 | 13     |
| 14  | LMP2      | No. 37 Jackie Chan DC Racing     | 2:05.421 | +11.324 | 14     |
| 15  | LMP2      | No. 31 Vaillante Rebellion       | 2:05.614 | +11.517 | 15     |
| 16  | LMP2      | No. 38 Jackie Chan DC Racing     | 2:14.220 | +20.123 | 16     |
| 17  | LMGTE Pro | No. 71 AF Corse                  | 2:15.017 | +20.920 | 17     |
| 18  | LMGTE Pro | No. 66 Ford Chip Ganassi Team UK | 2:15.418 | +21.321 | 18     |
| 19  | LMGTE Pro | No. 67 Ford Chip Ganassi Team UK | 2:15.565 | +21.468 | 19     |
| 20  | LMGTE Pro | No. 51 AF Corse                  | 2:15.765 | +21.668 | 20     |
| 21  | LMGTE Pro | No. 91 Porsche GT Team           | 2:16.862 | +22.765 | 21     |
| 22  | LMGTE Pro | No. 92 Porsche GT Team           | 2:17.010 | +22.913 | 22     |
| 23  | LMGTE Pro | No. 95 Aston Martin Racing       | 2:17.156 | +23.059 | 23     |
| 24  | LMGTE Pro | No. 97 Aston Martin Racing       | 2:17.640 | +23.543 | 24     |
| 25  | LMGTE Am  | No. 98 Aston Martin Racing       | 2:18.659 | +24.562 | 25     |
| 26  | LMGTE Am  | No. 77 Dempsey-Proton Racing     | 2:19.065 | +24.968 | 26     |
| 27  | LMGTE Am  | No. 54 Spirit of Race            | 2:19.658 | +25.561 | 27     |
| 28  | LMGTE Am  | No. 61 Clearwater Racing         | 2:20.915 | +26.818 | 28     |
| 29  | LMGTE Am  | No. 86 Gulf Racing               | 2:22.120 | +28.023 | 29     |
| 30  | LMP2      | No. 25 CEFC Manor TRS Racing     | No Time  | —       | 30     |

## Carrera
Resultados por clase
| Pos. general | Pos. clase | Clase     | N.° | Escudería                 | Pilotos                                                   | Automóvil               | Vueltas | Tiempo/Retirado | Campeonato | Campeonato |
| Pos. general | Pos. clase | Clase     | N.° | Escudería                 | Pilotos                                                   | Automóvil               | Vueltas | Tiempo/Retirado | Pos.       | Puntos     |
| LMP          | LMP        | LMP       | LMP | LMP                       | LMP                                                       | LMP                     | LMP     | LMP             | LMP        | LMP        |
| ------------ | ---------- | --------- | --- | ------------------------- | --------------------------------------------------------- | ----------------------- | ------- | --------------- | ---------- | ---------- |
| 1            | 1          | LMP1      | 8   | Toyota Gazoo Racing       | Sébastien Buemi Stéphane Sarrazin Kazuki Nakajima         | Toyota TS050 Hybrid     | 173     | 6:00:11.490     | 1          | 25         |
| 2            | 2          | LMP1      | 7   | Toyota Gazoo Racing       | Mike Conway Kamui Kobayashi                               | Toyota TS050 Hybrid     | 173     | +1.992          | 2          | 18         |
| 3            | 3          | LMP1      | 2   | Porsche LMP Team          | Timo Bernhard Earl Bamber Brendon Hartley                 | Porsche 919 Hybrid      | 173     | +35.283         | 3          | 15         |
| 4            | 4          | LMP1      | 1   | Porsche LMP Team          | Neel Jani André Lotterer Nick Tandy                       | Porsche 919 Hybrid      | 173     | +1:25.438       | 4          | 12         |
| 5            | 5          | LMP1      | 9   | Toyota Gazoo Racing       | Stéphane Sarrazin Yuji Kunimoto Nicolas Lapierre          | Toyota TS050 Hybrid     | 171     | +2 vueltas      | 5          | 10         |
| 6            | 6          | LMP1      | 4   | ByKolles Racing Team      | Oliver Webb Dominik Kraihamer James Rossiter              | Enso CLM P1/01-Nismo    | 161     | +12 vueltas     | 6          | 8          |
| 7            | 1          | LMP2      | 26  | G-Drive Racing            | Roman Rusinov Pierre Thiriet Alex Lynn                    | Oreca 07-Gibson         | 160     | +13 vueltas     | 7          | 6          |
| 8            | 2          | LMP2      | 31  | Vaillante Rebellion       | Julien Canal Nicolas Prost Bruno Senna                    | Oreca 07-Gibson         | 160     | +13 vueltas     | 8          | 4          |
| 9            | 3          | LMP2      | 38  | Jackie Chan DC Racing     | Ho-Pin Tung Oliver Jarvis Thomas Laurent                  | Oreca 07-Gibson         | 160     | +13 vueltas     | 9          | 2          |
| 10           | 4          | LMP2      | 13  | Vaillante Rebellion       | Mathias Beche David Heinemeier Hansson Nelson Piquet, Jr. | Oreca 07-Gibson         | 159     | +14 vueltas     | 10         | 1          |
| 11           | 5          | LMP2      | 36  | Signatech Alpine Matmut   | Romain Dumas Gustavo Menezes Matt Rao                     | Alpine A470-Gibson      | 159     | +14 vueltas     | 11         | 0.5        |
| 12           | 6          | LMP2      | 35  | Signatech Alpine Matmut   | Pierre Ragues André Negrão Nelson Panciatici              | Alpine A470-Gibson      | 158     | +15 vueltas     | 12         | 0.5        |
| 13           | 7          | LMP2      | 24  | CEFC Manor TRSM Racing    | Tor Graves Jonathan Hirschi Jean-Éric Vergne              | Oreca 07-Gibson         | 158     | +15 vueltas     | 13         | 0.5        |
| 14           | 8          | LMP2      | 25  | CEFC Manor TRSM Racing    | Roberto González Simon Trummer Vitaly Petrov              | Oreca 07-Gibson         | 158     | +15 vueltas     | 14         | 0.5        |
| 15           | 9          | LMP2      | 28  | TDS Racing                | François Perrodo Ben Hanley Emmanuel Collard              | Oreca 07-Gibson         | 158     | +15 vueltas     | 15         | 0.5        |
| 16           | 10         | LMP2      | 37  | Jackie Chan DC Racing     | David Cheng Alex Brundle Tristan Gommendy                 | Oreca 07-Gibson         | 156     | +17 vueltas     | 16         | 0.5        |
| LMP2         |            |           |     |                           |                                                           |                         |         |                 |            |            |
| 7            | 1          | LMP2      | 26  | G-Drive Racing            | Roman Rusinov Pierre Thiriet Alex Lynn                    | Oreca 07-Gibson         | 160     | 6:00:20.772     | 1          | 25         |
| 8            | 2          | LMP2      | 31  | Vaillante Rebellion       | Julien Canal Nicolas Prost Bruno Senna                    | Oreca 07-Gibson         | 160     | +53.281         | 2          | 18         |
| 9            | 3          | LMP2      | 38  | Jackie Chan DC Racing     | Ho-Pin Tung Oliver Jarvis Thomas Laurent                  | Oreca 07-Gibson         | 160     | +1:14.268       | 3          | 15         |
| 10           | 4          | LMP2      | 13  | Vaillante Rebellion       | Mathias Beche David Heinemeier Hansson Nelson Piquet, Jr. | Oreca 07-Gibson         | 159     | +1 vuelta       | 4          | 12         |
| 11           | 5          | LMP2      | 36  | Signatech Alpine Matmut   | Romain Dumas Gustavo Menezes Matt Rao                     | Alpine A470-Gibson      | 159     | +1 vuelta       | 5          | 10         |
| 12           | 6          | LMP2      | 35  | Signatech Alpine Matmut   | Pierre Ragues André Negrão Nelson Panciatici              | Alpine A470-Gibson      | 158     | +2 vueltas      | 6          | 8          |
| 13           | 7          | LMP2      | 24  | CEFC Manor TRSM Racing    | Tor Graves Jonathan Hirschi Jean-Éric Vergne              | Oreca 07-Gibson         | 158     | +2 vueltas      | 7          | 6          |
| 14           | 8          | LMP2      | 25  | CEFC Manor TRSM Racing    | Roberto González Simon Trummer Vitaly Petrov              | Oreca 07-Gibson         | 158     | +2 vueltas      | 8          | 4          |
| 15           | 9          | LMP2      | 28  | TDS Racing                | François Perrodo Ben Hanley Emmanuel Collard              | Oreca 07-Gibson         | 158     | +2 vueltas      | 9          | 2          |
| 16           | 10         | LMP2      | 37  | Jackie Chan DC Racing     | David Cheng Alex Brundle Tristan Gommendy                 | Oreca 07-Gibson         | 156     | +4 vueltas      | 10         | 1          |
| Ret          | Ret        | LMP2      | 34  | Tockwith Motorsports      | Nigel Moore Philip Hanson Karun Chandhok                  | Ligier JS P217-Gibson   | 151     | Retirado        | —          | —          |
| LMGTE        |            |           |     |                           |                                                           |                         |         |                 |            |            |
| Pos. general | Pos. clase | Clase     | N.° | Escudería                 | Pilotos                                                   | Automóvil               | Vueltas | Tiempo/Retirado | Campeonato | Campeonato |
| Pos. general | Pos. clase | Clase     | N.° | Escudería                 | Pilotos                                                   | Automóvil               | Vueltas | Tiempo/Retirado | Pos.       | Puntos     |
| 17           | 1          | LMGTE Pro | 71  | AF Corse                  | Davide Rigon Sam Bird                                     | Ferrari 488 GTE         | 151     | 6:02:19.002     | 1          | 25         |
| 18           | 2          | LMGTE Pro | 51  | AF Corse                  | James Calado Alessandro Pier Guidi                        | Ferrari 488 GTE         | 150     | +1 vuelta       | 2          | 18         |
| 19           | 3          | LMGTE Pro | 66  | Ford Chip Ganassi Team UK | Stefan Mücke Olivier Pla Billy Johnson                    | Ford GT                 | 150     | +1 vuelta       | 3          | 15         |
| 20           | 4          | LMGTE Pro | 67  | Ford Chip Ganassi Team UK | Andy Priaulx Harry Tincknell Pipo Derani                  | Ford GT                 | 150     | +1 vuelta       | 4          | 12         |
| 21           | 5          | LMGTE Pro | 91  | Porsche GT Team           | Richard Lietz Frédéric Makowiecki                         | Porsche 911 RSR         | 149     | +2 vueltas      | 5          | 10         |
| 22           | 6          | LMGTE Pro | 92  | Porsche GT Team           | Michael Christensen Kévin Estre                           | Porsche 911 RSR         | 149     | +2 vueltas      | 6          | 8          |
| 23           | 7          | LMGTE Pro | 97  | Aston Martin Racing       | Darren Turner Jonathan Adam Daniel Serra                  | Aston Martin Vantage    | 148     | +3 vueltas      | 7          | 6          |
| 24           | 8          | LMGTE Pro | 95  | Aston Martin Racing       | Nicki Thiim Marco Sørensen Richie Stanaway                | Aston Martin Vantage    | 148     | +3 vueltas      | 8          | 4          |
| 25           | 1          | LMGTE Am  | 98  | Aston Martin Racing       | Paul Dalla Lana Pedro Lamy Mathias Lauda                  | Aston Martin V8 Vantage | 146     | +5 vueltas      | 9          | 2          |
| 26           | 2          | LMGTE Am  | 77  | Dempsey-Proton Racing     | Christian Ried Matteo Cairoli Marvin Dienst               | Porsche 911 RSR (991)   | 146     | +5 vueltas      | 10         | 1          |
| 27           | 3          | LMGTE Am  | 61  | Clearwater Racing         | Weng Sun Mok Keita Sawa Matt Griffin                      | Ferrari 488 GTE         | 145     | +6 vueltas      | 11         | 0.5        |
| 28           | 4          | LMGTE Am  | 54  | Spirit of Race            | Thomas Flöhr Francesco Castellacci Miguel Molina          | Ferrari 488 GTE         | 144     | +7 vueltas      | 12         | 0.5        |
| Ret          | Ret        | LMGTE Am  | 86  | Gulf Racing UK            | Michael Wainwright Ben Barker Nick Foster                 | Porsche 911 RSR (991)   | 76      | Retirado        | Ret        | Ret        |
| LMGTE Am     |            |           |     |                           |                                                           |                         |         |                 |            |            |
| 25           | 1          | LMGTE Am  | 98  | Aston Martin Racing       | Paul Dalla Lana Pedro Lamy Mathias Lauda                  | Aston Martin V8 Vantage | 146     | 6:01:23.995     | 1          | 25         |
| 26           | 2          | LMGTE Am  | 77  | Dempsey-Proton Racing     | Christian Ried Matteo Cairoli Marvin Dienst               | Porsche 911 RSR (991)   | 146     | +31.110         | 2          | 18         |
| 27           | 3          | LMGTE Am  | 61  | Clearwater Racing         | Weng Sun Mok Keita Sawa Matt Griffin                      | Ferrari 488 GTE         | 145     | +1 vuelta       | 3          | 15         |
| 28           | 4          | LMGTE Am  | 54  | Spirit of Race            | Thomas Flöhr Francesco Castellacci Miguel Molina          | Ferrari 488 GTE         | 144     | +2 vueltas      | 4          | 12         |
| Ret          | Ret        | LMGTE Am  | 86  | Gulf Racing UK            | Michael Wainwright Ben Barker Nick Foster                 | Porsche 911 RSR (991)   | 76      | Retirado        | Ret        | Ret        |

Fuentes: FIA WEC.